# لاميناريا سوداء الساق
لاميناريا سوداء الساق (الاسم العلمي: Laminaria nigripes) هو نوع من الطلائعيات يتبع جنس اللاميناريا من فصيلة اللامينارية.